# Wanda Szafirówna

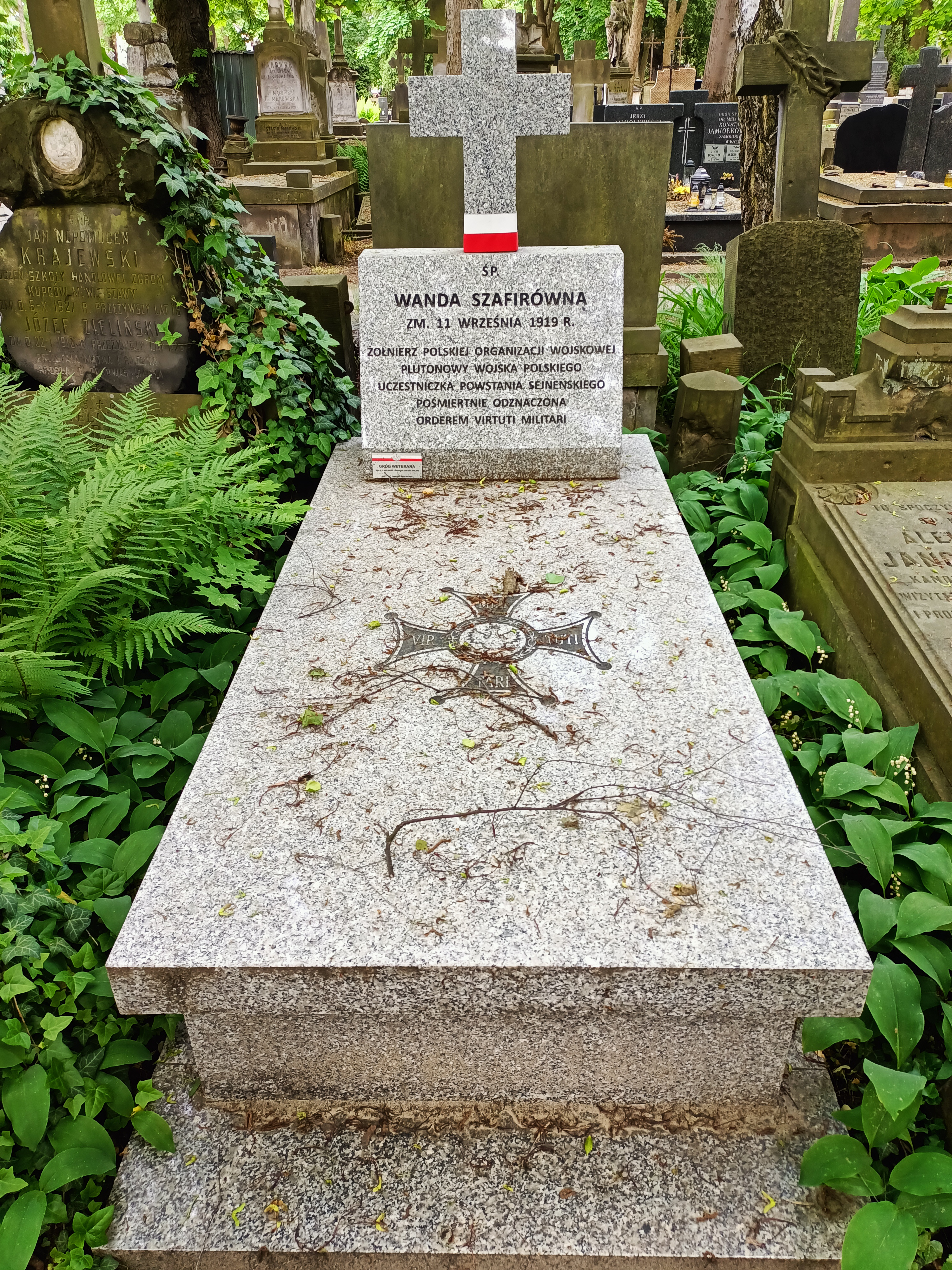
Grób Wandy Szafirówny na Cmentarzu Powązkowskim w Warszawie

Wanda Szafirówna (ur. 1900 w Warszawie, zm. 11 września 1919 w Suwałkach) – polska żołnierka w randze plutonowego.
Jej rodzicami byli Bronisław i Maria z domu Kaufman. Miała starszą siostrę Zofię Rozalię. Po ukończeniu sześciu klas gimnazjum wstąpiła do seminarium nauczycielskiego. Od października 1918 r. należała do Polskiej Organizacji Wojskowej, początkowo pełniła funkcję funkcjonariuszki w oddziale wywiadowczym przy żandarmerii, a następnie w Centralnym Oddziale Lotnym Wojska Polskiego w Warszawie. Uczestniczyła w walkach pod Lidą i Baranowiczami. Od czerwca 1919 r. była kurierką Oddziału II Naczelnego Dowództwa Wojska Polskiego i Okręgu Suwalskiego POW. Zajmowała się dostarczaniem meldunków na trasie Suwałki-Warszawa. Zmarła 11 września 1919 r. w Suwałkach.
Została pochowana na cmentarzu Powązkowskim w Warszawie (kwatera 67 rząd 2 grób 7). Odznaczona pośmiertnie orderem Virtuti Militari.